# Юрий Асланов
Юрий Леонов Асланов е български социолог, собственик на социологическа агенция. Сътрудник на комунистическата Държавна сигурност (ДС) от 1985 гoдина. Член на Висшия съвет (по-късно Национален съвет) на Българската социалистическа партия (БСП) от 2008 г. до септември 2020 година.

## Биография
Юрий Асланов е роден на 18 юли 1951 г. във Варна. Син е на преподавателя във Висшата партийна школа на БКП от еврейски произход Леон Асланов. Завършва икономика в София. В Москва защитава дисертация във Висшата школа за профсъюзно движение на тема „Социально-экономическая эффективность управленческой деятельности трудящихся : на примере предприятиях промышленности НРБ“.
По време на тоталитарния режим в България е секретен сътрудник на Държавна сигурност (ДС) към военния отдел (военното разузнаване) под псевдонима „Виктор“ от 1985 г.
След падането на комунистическите режим (1989), през 2002 г. е сред основателите, заедно със Сергей Станишев и други, на Института за социална интеграция, като е избран за секретар. Член е на УС на Института от неговото създаване и негов председател в периода от 2008 до 2011 г.
Собственик и управител е на социологическата агенция „АФИС“.
Същевременно е активен деец на БСП. Член е на Висшия съвет (по-късно Национален съвет) на Българската социалистическа партия от 2008 година – избран е на 42-рия партиен конгрес, преизбиран е на 43-тия, 44-тия, 45-ия, 46-ия, 47-ия, 48-ия, 49-ия и 50-ия конгрес, до септември 2020 г. Считан е за изключително близък на Сергей Станишев (наричан неговото алтер его) и за играещ изключително важна роля в дефинирането на практическата политика на БСП.
Асланов е един от лидерите на опозицията в БСП срещу председателя на БСП Корнелия Нинова след избирането ѝ на този пост през 2016 г. и поддръжник на президента на България Румен Радев.
Автор на книгата „Неприлични думи“ (2004).